# Кампон (Белуно)
Кампон (итал. Campon) је насеље у Италији у округу Белуно, региону Венето.
Према процени из 2011. у насељу је живело 15 становника. Насеље се налази на надморској висини од 1066 м.